# Gerrit Schmidt-Foß

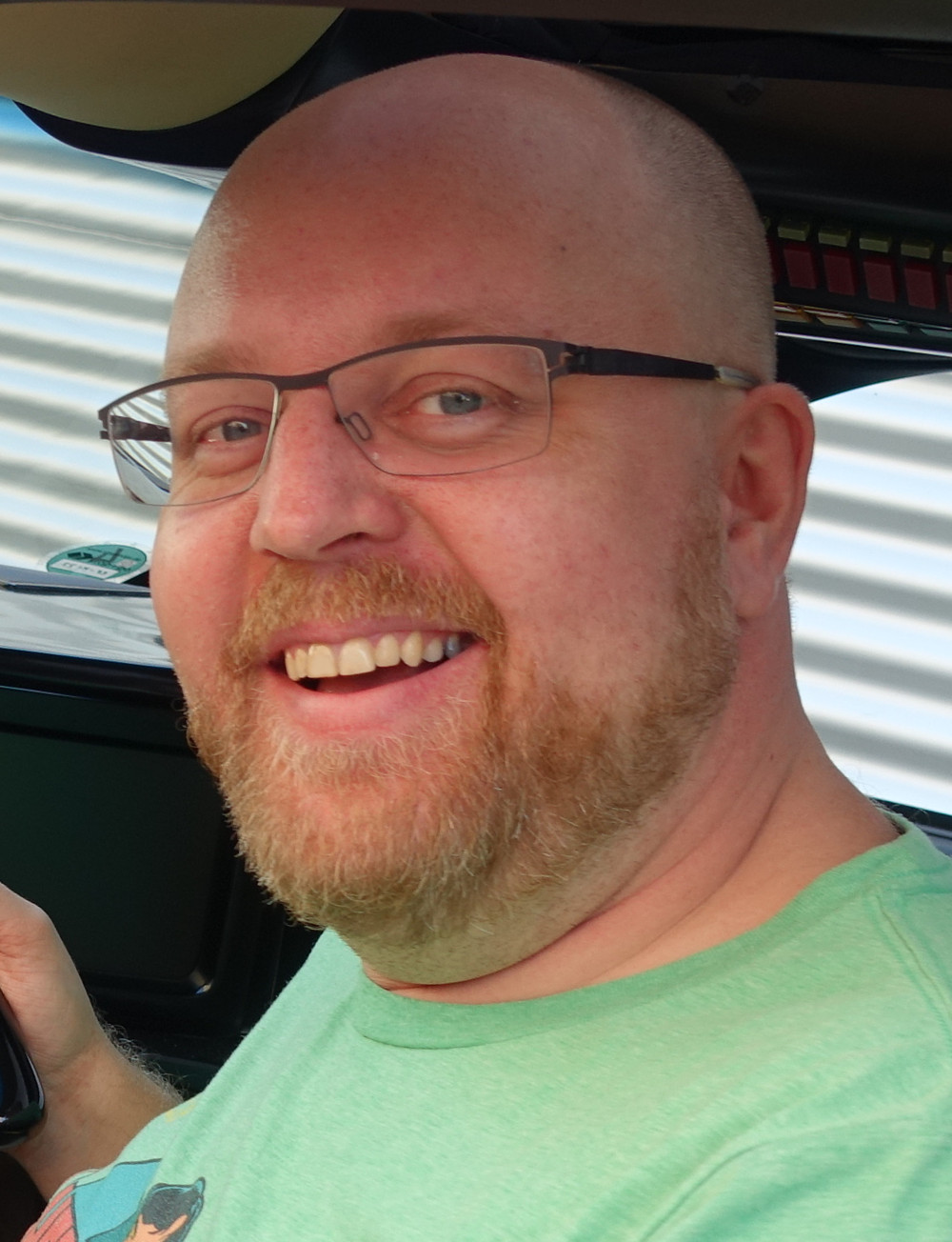
Gerrit Schmidt-Foß (2019)

Gerrit Schmidt-Foß (* 15. September 1975 in West-Berlin) ist ein deutscher Schauspieler, Hörbuchinterpret, Synchron- und Hörspielsprecher. Zudem ist er als Dialogbuchautor und Dialogregisseur tätig. Er ist unter anderem die deutsche Synchronstimme von Leonardo DiCaprio, Jim Parsons, Jorge Garcia, Jeremy Renner, Giovanni Ribisi, Scott Caan, James Van Der Beek, Sung Kang, Sean Gunn und Wentworth Miller.

## Leben und Wirken

### Film und Fernsehen
Gerrit Schmidt-Foß ist der jüngere Bruder von Dennis und Florian Schmidt-Foß. Über seinen ältesten Bruder Dennis gelangte er im Alter von sieben Jahren zum Hörfunk. Beim Sender Freies Berlin wirkte er daraufhin in Hörspielproduktionen mit und wurde über die Kinderagentur von Annelie Rohrbeck, Mutter des Hörspielsprechers Oliver Rohrbeck, an die Berliner Synchronateliers sowie zu Film und Fernsehen vermittelt. 1984 wirkte er in der 13-teiligen Jugendserie Ravioli als Pepe „Lallemann“ Düwel mit. Nach weiteren Gastauftritten in Kindersendungen wie Bettkantengeschichten und Löwenzahn sowie Vorabendserien wie Ein Heim für Tiere und Praxis Bülowbogen wurde Gerrit Schmidt-Foß 1990 für die Rolle des Dieter Lohse in Loriots Kinokomödie Pappa ante portas engagiert. 1995 legte er sein Abitur ab. Bis 1996 verkörperte er in insgesamt 23 Folgen der ZDF-Familienserie Unser Lehrer Doktor Specht den Schüler Fabian Frosch.

### Synchronisation
Zu seinen ersten großen Einsätzen gehört die Kinoproduktion Der letzte Kaiser (1987), in der er Tsou Tijger als jungen Puyi synchronisierte. 1989 erhielt er ein mehrjähriges Engagement als deutsche Stimme von Hauptdarsteller Jerry O’Connell in der kanadischen Sitcom Ultraman – Mein geheimes Ich (1989–1992).
In This Boy’s Life (1993) wurde Gerrit Schmidt-Foß erstmals für die Synchronisation des damals 17-jährigen Leonardo DiCaprio verpflichtet. Nachdem in nachfolgenden Produktionen wechselnde Sprecher eingesetzt worden waren, fiel die Wahl für William Shakespeares Romeo + Julia (1996) erneut auf ihn, Regisseur Baz Luhrmann entschied, dass seine Stimme der Stimme DiCaprios am nächsten komme. Seitdem hat sich Gerrit Schmidt-Foß als deutsche Synchronstimme des US-Schauspielers etabliert.
Bis auf wenige Ausnahmen synchronisiert er seit 1997 zudem wiederkehrend Jeremy Renner, Giovanni Ribisi sowie James Van Der Beek, darunter in allen sechs Staffeln der Jugendserie Dawson’s Creek (1999–2004). In der KiKA-Dokuserie Fortsetzung folgt sowie der MDR-Dokureihe Meine Herausforderung fungiert er als Off-Sprecher. Zudem war er als Sprecher an der für den Grimme-Preis nominierten Fernsehdokumentation 24h Berlin – Ein Tag im Leben beteiligt (2009).
Ergänzend arbeitet Schmidt-Foß als Dialogbuchautor und Synchronregisseur. Von ihm stammen unter anderem die deutschen Texte zu den Comicverfilmungen Iron Man (2008), Iron Man 2 (2010) und Iron Man 3 (2013). Zudem war er für die deutschsprachige Fassung der Familienkomödie Cinderella Story (2004), für die Tanzfilmreihe Step Up (2006), Step Up to the Streets (2008) und Step Up 3D (2010) und die Videospielverfilmung Hitman – Jeder stirbt alleine (2007) verantwortlich. Synchronregie führte er unter anderem in der Actionfilm-Adaption G.I. Joe – Geheimauftrag Cobra (2009), in der Literaturverfilmung London Boulevard (2010) und im Kriminalfilm Gesetz der Straße – Brooklyn’s Finest (2010).

### Hörproduktionen
Unter der Regie von Ulli Herzog wirkte Gerrit Schmidt-Foß in jungen Jahren in der für Kinder konzipierten Hörfunksendung Ohrenbär mit. Hauptrollen in Hörspielproduktionen öffentlicher Rundfunkanstalten übernahm er ferner in Die kapieren nicht von Boris Vian (WDR, 1998), ebenso wie im zweiteiligen, die Berliner Luftbrücke thematisierenden Dokumentarhörspiel Berlin Airlift von Felix Huby und Ulrich Werner Grimm (WDR, 1998). Des Weiteren übernahm er die Hauptrolle des Joshua Ismael Cohen in Stuart Kummers The Cruise (WDR, 2014). Mehrjährige Rollenengagements in Hörspielserien erhielt er unter anderem als Bibis Freund Florian in Bibi Blocksberg (seit Folge 68, 1997), als Tröstereule Ezechiel im Ableger Elea Eluanda (2003–2009), als Derek Ashby in Point Whitmark (seit 2001), Terry Sheridan in Jason Darks Hörspieladaption Don Harris, Psycho Cop (seit 2006) sowie als Erzähler in Die Playmos (seit 2007) als auch bei den Biene-Maja-Hörspielen (seit 2013).
2008 war Schmidt-Foss im Star Wars Hörspiel Dark Lord zu hören (nach James Lucenos Roman Dunkler Lord – Der Aufstieg des Darth Vader – Buch und Regie: Oliver Döring, ISBN 978-3-8291-2157-6).
In Monster 1983 sprach er Giovanni Marzini.
Gerrit Schmidt-Foß gehört ferner zum Sprecherensemble der Lauscherlounge und wirkte dort bislang sowohl auf Tonträgern als auch in Live-Hörspielen mit, so im Dreiteiler Der Trek nach Westen von Oliver Rohrbeck oder im Thriller Plan B von Ivar Leon Menger.
Als Hörbuchinterpret vertonte Gerrit Schmidt-Foß das historische Jugendbuch Alexander der Große von Auguste Lechner und die ungekürzte Fassung der Satire Gullivers Reisen von Jonathan Swift (Audible).
In der ebenfalls ungekürzten Hörbuchinszenierung des Romans Ausgesetzt von James W. Nichol übernahm er die Rolle des psychopathischen Serienmörders Bobby (2010). Unter dem Titel Das Beste von Tiger und Bär erschien 2011 eine Zusammenstellung erfolgreicher Geschichten von Kinderbuchautor und Illustrator Janosch (2011), die Schmidt-Foß gemeinsam mit Detlef Bierstedt interpretierte. Neben Maria Koschny war er im Hörbuch zu Die Poison Diaries. Band 1 von Maryrose Wood zu hören. Mit Vera Telz und Uve Teschner war er in Dem Himmer so fern von Kajsa Ingemarsson zu hören und zusammen mit Inka Löwendorf interpretierte er Geheimer Ort von Tana French. Im Mammutepos Die Letzten Helden spricht er die Hauptrolle Graf Guildenstern. 2018 las Gerrit Schmidt-Foß mit Milena Rybiczka das Hörverlag-Hörbuch Sofia die Erste: Meine schönsten Geschichten ein ISBN 978-3-8445-2888-6.
Computerspielinteressierte kennen seine Stimme beispielsweise als Prinz von Persien in Prince of Persia – The Sands of Time, als Cuano in Das Schwarze Auge – Drakensang: Am Fluss der Zeit, als Valerian Mengsk in StarCraft II: Wings of Liberty, als Held in Arcania und in Anlehnung an seine gleichnamige Serienrolle als Xander Harris in Buffy – Chaos Bleeds. Außerdem lieh er seine Stimme Jason Brody, dem Protagonisten aus Far Cry 3 und Kharmine aus dem MMORPG Lost Ark.
Auf dem 2003 erschienenen Album Die Prophezeiung des Techno-Projekts E Nomine war Schmidt-Foß als Gastsprecher am Titel Laetitia beteiligt.
2021 las Schmidt-Foß für den Argon Verlag Quentin Tarantinos Romanadaption von Once Upon a Time in Hollywood (Es war einmal in Hollywood) als Hörbuch ein (ISBN 978-3-8398-1934-0).
2022 las Schmidt-Foß mit Hannes Jaenicke, Lavinia Wilson und Nina Reithmeier das Argon Verlag Hörbuch Der Anfang von morgen ein (ISBN 978-3-8398-1996-8).
2025 las Schmidt-Foss als dessen Synchronstimme Jeremy Renners Buch My Next Breath. Die Geschichte meines Überlebens - Jeremy Renners packender Bericht über den tragischen Unfall, der ihn fast das Leben kostete als Hörbuch-Download ein (der Hörverlag, ISBN 978-3-8445-5298-0).

### Privatleben
Gerrit Schmidt-Foß ist verheiratet und Vater dreier Söhne. Die Familie lebt in Berlin.

## Filmografie
- 1984: Ravioli
- 1984: Kerbels Flucht (TV)
- 1985: Bettkantengeschichten (3 Folgen)
- 1986: Löwenzahn – Gesichter
- 1986: Ein Heim für Tiere – Angst um Lilli-Blue
- 1987: Mrs. Harris – Der geschmuggelte Henry (TV)
- 1987: Praxis Bülowbogen
- 1988: Fest im Sattel
- 1988: Die Nordlichter
- 1991: Pappa ante portas
- 1993: Gute Zeiten, schlechte Zeiten
- 1994: Wildbach (2 Folgen)
- 1994: Wir sind auch nur ein Volk – Der Rest der Familie
- 1995: Ein Bayer auf Rügen – Die Drücker
- 1995: Unser Lehrer Doktor Specht (23 Folgen)
- 1997: Nana (TV)
- 1999: Am liebsten Marlene (2 Folgen)
- 1999: Der Landarzt – Siebenundzwanzig Stunden am Tag
- 2000: Tanja (4 Folgen)
- 2002: Tierarzt Dr. Engel – Das Mysterium
- 2006: Ein Hauptgewinn für Papa (TV)

## Synchronrollen (Auswahl)
Leonardo DiCaprio
- 1993: als Tobias „Toby“ Wolff in This Boy’s Life
- 1996: als Romeo in William Shakespeares Romeo + Julia
- 1997: als Jack Dawson in Titanic
- 2000: als Richard in The Beach
- 2002: als Frank Abagnale Jr. in Catch Me If You Can
- 2004: als Howard Hughes in Aviator
- 2006: als Danny Archer in Blood Diamond
- 2006: als William „Billy“ Costigan in Departed – Unter Feinden
- 2008: als Frank Wheeler in Zeiten des Aufruhrs
- 2010: als U.S. Marshal Teddy Daniels in Shutter Island
- 2010: als Cobb in Inception
- 2012: als Calvin Candie in Django Unchained
- 2013: als Jordan Belfort in The Wolf of Wall Street
- 2013: als Jay Gatsby in Der große Gatsby
- 2016: als Hugh Glass in The Revenant – Der Rückkehrer
- 2019: als Rick Dalton in Once Upon a Time in Hollywood
- 2021: als Dr. Randall Mindy in Don’t Look Up
- 2023: als Ernest Burkhart in Killers of the Flower Moon

Steve Zahn
- 1996: als Lenny Haise in That Thing You Do!
- 1999: als Alan in Auf die stürmische Art
- 2003: als Adam Penenberg in Shattered Glass
- 2005: als Al Giordino in Sahara – Abenteuer in der Wüste
- 2006: als Quentin in Bandidas
- 2008: als Kenny in Der große Buck Howard
- 2008: als Mike in Management
- 2008: als Mac in Sunshine Cleaning
- 2010: als Frank Heffley in Gregs Tagebuch – Von Idioten umzingelt!
- 2011: als Frank Heffley in Gregs Tagebuch 2 – Gibt’s Probleme?
- 2012: als Frank Heffley in Gregs Tagebuch 3 – Ich war’s nicht!
- 2013: als Tucker in Dallas Buyers Club
- 2014: als Hawk in Nix wie weg – vom Planeten Erde
- 2016: als Dave in Captain Fantastic – Einmal Wildnis und zurück

Jeremy Renner
- 1997: als Steven Zarn in Rätselhaftes Verschwinden – Ein Alptraum wird wahr
- 2002: als Jeffrey Dahmer in Dahmer
- 2011: als William Brandt in Mission: Impossible – Phantom Protokoll
- 2011: als Clint Barton / Hawkeye in Thor
- 2012: als Clint Barton / Hawkeye in Marvel’s The Avengers
- 2013: als Sam in Ingenious
- 2015: als William Brandt in Mission: Impossible – Rogue Nation
- 2015: als Clint Barton / Hawkeye in Avengers: Age of Ultron
- 2016: als Clint Barton / Hawkeye in The First Avenger: Civil War
- 2019: als Clint Barton / Hawkeye in Avengers: Endgame
- 2021: als Clint Barton / Hawkeye in Hawkeye

Scott Caan
- 2000: als Sean Dawkins in Ready to Rumble
- 2002: als Turk Malloy in Ocean’s Eleven
- 2004: als Turk Malloy in Ocean’s 12
- 2004: als Lt. Cmdr. Randall Sullivan in U-Boat
- 2005: als Bryce in Into the Blue
- 2006: als Mike in Freunde mit Geld
- 2006: als Detective Reilly in Lonely Hearts Killers
- 2007: als Turk Malloy in Ocean’s 13
- 2010–2020: als Danny Williams in Hawaii Five-0 (Fernsehserie)
- 2016: als Jake in Rock the Kasbah

Sung Kang
- 2006: als Han Lue in The Fast and the Furious: Tokyo Drift
- 2009: als Han Lue in Fast & Furious – Neues Modell. Originalteile.
- 2011: als Han Lue in Fast & Furious Five
- 2013: als Han Lue in Fast & Furious 6
- 2013: als Taylor Kwon in Shootout – Keine Gnade
- 2021: als Han Lue in Fast & Furious 9

Giovanni Ribisi
- 1998: als T-4 Medic Irwin Wade in Der Soldat James Ryan
- 2000: als Seth Davis in Risiko – Der schnellste Weg zum Reichtum
- 2012: als Donny in Ted
- 2015: als Donny in Ted 2
- 2015–2019: als Marius Josipović in Sneaky Pete

Sean Gunn
- 2004–2008: als Kirk Gleason in Gilmore Girls
- 2022: als Kraglin Obfonteri in Thor: Love and Thunder
- 2022: als Kraglin Obfonteri in The Guardians of the Galaxy Holiday Special
- 2023: als Kraglin Obfonteri in Guardians of the Galaxy Vol. 3

Josh Gad
- 2008: als Miles Connoly in 21
- 2011: als Josh Reidy in Love and other Drugs – Nebenwirkung inklusive
- 2015: als Ludlow Lamonsoff in Pixels
- 2017: als Hector MacQueen in Mord im Orient-Express

### Filme

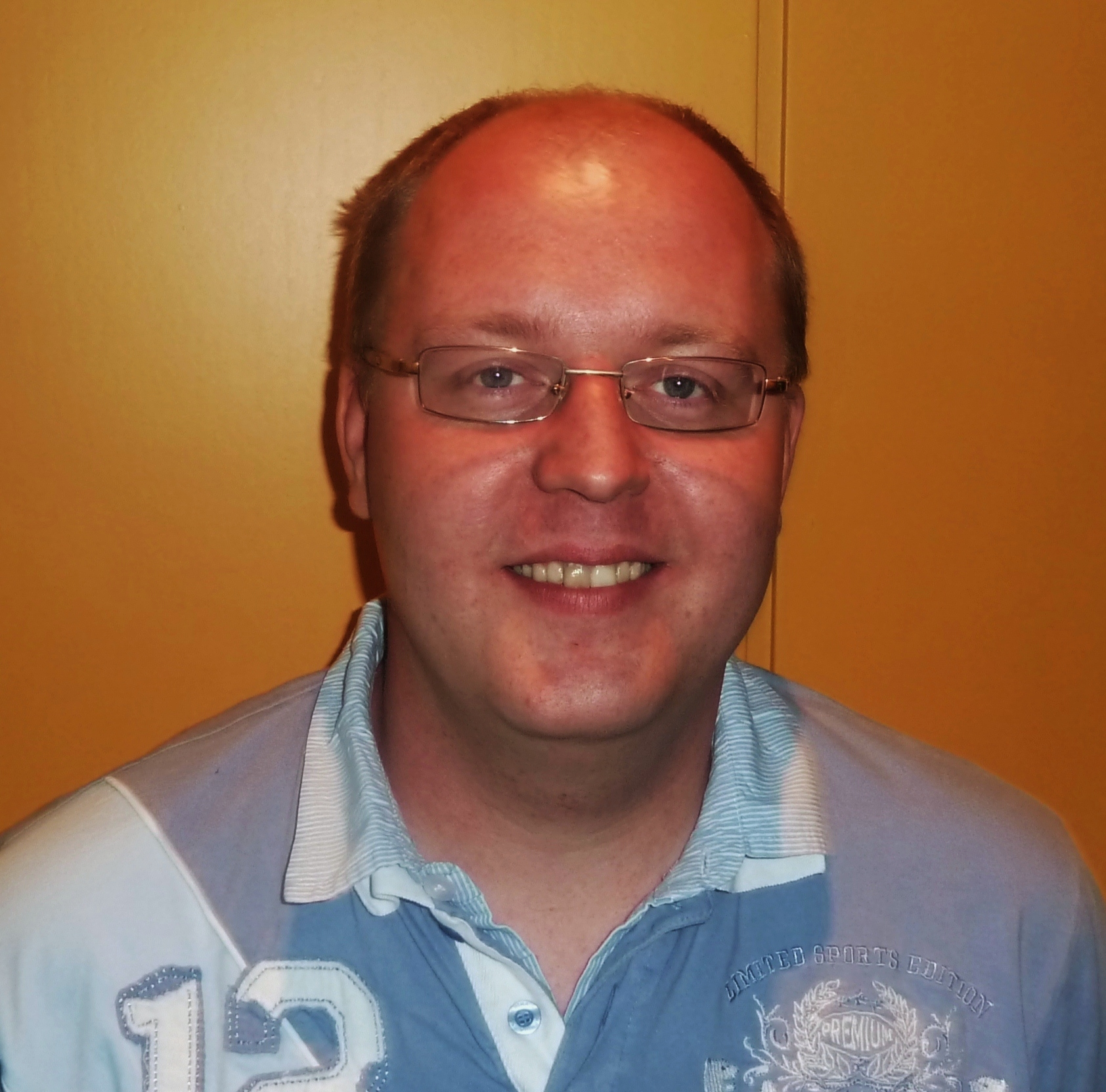
Gerrit Schmidt-Foß (2011)

- 1988: Seita in Die letzten Glühwürmchen
- 1993: Broly in Dragon Ball Z – The Movie: Der legendäre Super-Saiyajin
- 1998: Daniel Brocklebank als Sam Gosse in Shakespeare in Love
- 2002: Roger Morlidge als Dr. Watson in Sherlock
- 2006: Jonah Hill als Jonah in Beim ersten Mal
- 2007: Adam Flayman in Bee Movie – Das Honigkomplott
- 2009: Ian Somerhalder als Miles Slade in The Tournament
- 2012: Tommy Dewey als Tripp in Step Up: Miami Heat
- 2013: Callan McAuliffe als Jay Gatsby (jung) in Der große Gatsby
- 2013: Jimmi Simpson als Skip Tyler in White House Down
- 2013: Pål Sverre Valheim Hagen als Sigurd Svenson in Drachenkrieger – Das Geheimnis der Wikinger
- 2015: Wes Langlois als Don Helms in I Saw the Light
- 2016: Tyler Labine als Mike in The Boss
- 2016: Ben Foster als Bertrand Zobrist in Inferno
- 2017: Jim Parsons als Paul Stafford in Hidden Figures – Unerkannte Heldinnen
- 2019: John Oliver als Steve in Willkommen im Wunder Park
- 2019: Dominic Monaghan als Beaumont in Star Wars: Der Aufstieg Skywalkers
- 2020: Noah Segan als Trooper Wagner in Knives Out – Mord ist Familiensache
- 2020: Akira Ishida als Akaza in Demon Slayer: Kimetsu no Yaiba - The Movie: Mugen Train
- 2022: Joel Elferink als Jeffrey in Jurassic World: Ein neues Zeitalter
- 2022: Bin Shimada als Broly in Dragon Ball Super: Super Hero
- 2023: Luigi in Der Super Mario Bros. Film

### Fernsehserien
- 1998–2004: Nicholas Brendon als Alexander „Xander“ LaVelle Harris in Buffy – Im Bann der Dämonen
- 2000–2003: Jason Behr als Maxwell „Max“ Evans in Roswell
- 2002–2005: Boss in Hamtaro
- 2002–2006: Karl Keucher in Jimmy Neutron
- 2003–2004: Mercurymon in Digimon Frontier
- 2003–2009: Seto Kaiba in Yu-Gi-Oh!
- 2004–2007: Jason Dohring als Logan Echolls in Veronica Mars
- 2006–2008: Gonard in Kappa Mikey
- 2005–2010: Jorge Garcia als Hugo „Hurley“ Reyes in Lost
- 2006–2010: James Kyson Lee als Ando Masahashi in Heroes
- 2007–2008: BanchoLeomon in Digimon Data Squad
- 2007–2014: Charlie Day als Charlie Kelly in It’s Always Sunny in Philadelphia
- 2007–2009, 2017: Wentworth Miller als Michael Scofield in Prison Break
- 2007–2019: Jim Parsons als Dr. Dr. Sheldon Lee Cooper in The Big Bang Theory
- 2008–2012: Bradley James als Arthur Pendragon in Merlin – Die neuen Abenteuer
- 2008–2014: Rainn Wilson als Dwight K. Schrute in der Sitcom Das Büro
- 2009–2015: Ryan Kwanten als Jason Stackhouse in True Blood
- 2010–2012: Roter Rüpel in Die Superschurken-Liga
- 2014: Jorge Garcia als Jerry Ortega in Hawaii Five-0
- 2014: Dominic Cooper als Ian Fleming in Mein Name ist Fleming. Ian Fleming
- 2015–2018: Wentworth Miller als Leonard Snart in The Flash
- 2015 und 2018: Thure Lindhardt als Henrik Sabroe in Die Brücke – Transit in den Tod
- 2016–2018: Wentworth Miller als Leonard Snart/Captain Cold in Legends of Tomorrow
- 2016–2022: Jimmi Simpson als William in Westworld
- 2017–2024: Jim Parsons als älterer Sheldon Cooper (Erzähler) in Young Sheldon
- 2019–2024: John Magaro als Leonard Peabody in The Umbrella Academy
- 2019: Akaza in Demon Slayer
- 2019–2020: Kerr Smith als Mr. Honey in Riverdale
- 2020: Jim Parsons als Henry Willson in Hollywood
- 2020–2022: T. R. Knight als Davey Bowden in The Flight Attendant
- 2021: Vincent Londez als Capitaine Romain Laugier in Lupin
- 2021: Billy Howle als Herman Knippenberg in Die Schlange

## Auszeichnungen
- 1998: Goldene-Leinwand-Ehrennadel als deutsche Stimme von Leonardo DiCaprio in Titanic
- 2011: Die Silhouette in der Kategorie „Bester Synchronschauspieler in einem Film/Hauptrolle“ als deutsche Stimme von Leonardo DiCaprio in Inception[7]